# Edifici Catalana de Gas (Sabadell)
L'edifici Catalana de Gas està situat a la plaça del Gas de Sabadell (Vallès Occidental) i està catalogat com a bé cultural d'interès local. Entre el 2011 i el 2018 va allotjar el Museu del Gas.

## Història

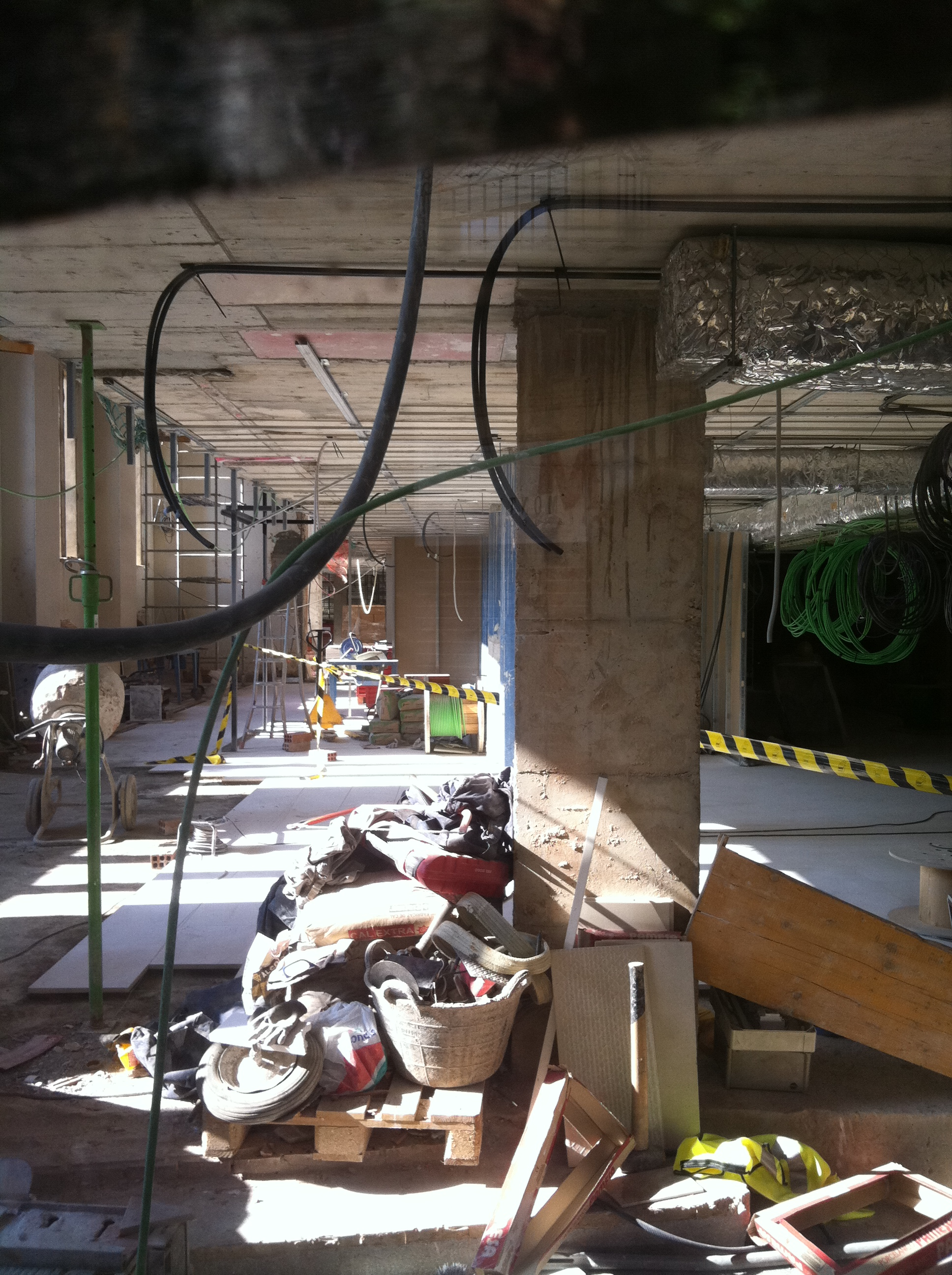
Seguiment de les obres

El 1894, l'empresari sabadellenc Joan Brujas i Pellisser (1845-1920) va fundar una empresa dedicada a la reparació i construcció d'aparells elèctrics. Tres anys més tard, es va associar amb Émile Frêne i Rafael Agazzi sota la raó social Brujas, Frêne i Agazzi, més coneguda com La Electricidad, que a més de fabricar aparells elèctrics, s'encarregava d'instal·lacions de centrals elèctriques, de gas, enllumenat i fins i tot telefonia.
El 1899, Brujas va decidir la construcció d'una central elèctrica als terrenys dels tallers (que foren traslladats a un altre indret) a la plaça del Duc de la Victòria (actualment del Gas), i va crear la societat La Energía. El projecte fou encarregat a l'arquitecte sabadellenc Juli Batllevell, que s'inspirà en l'edifici de la Central Catalana d'Electricitat, obra contemporània de Pere Falqués. El cos annex destinat a oficines, actualment desaparegut i que feia cantonada amb el carrer del Safareig Vell (actualment Advocat Cirera) s'inspirava en la seu de Catalana de Gas i Electricitat de l'avinguda del Portal de l'Àngel de Barcelona, projectada per Josep Domènech i Estapà.

Anys més tard, La Energía es fusionaria amb Gas de Sabadell, que posteriorment seria absorbida per la Companyia Catalana de Gas i Electricitat. Aquesta el va llogar a l'Ajuntament de Sabadell, que hi instal·là el gimnàs municipal i hi va obrir un portal al carrer de Sant Pere, que encara existeix. A la dècada del 1970, fou reformat per Catalana de Gas per tal de traslladar-hi la seva seu a Sabadell i se li va afegir un pis.

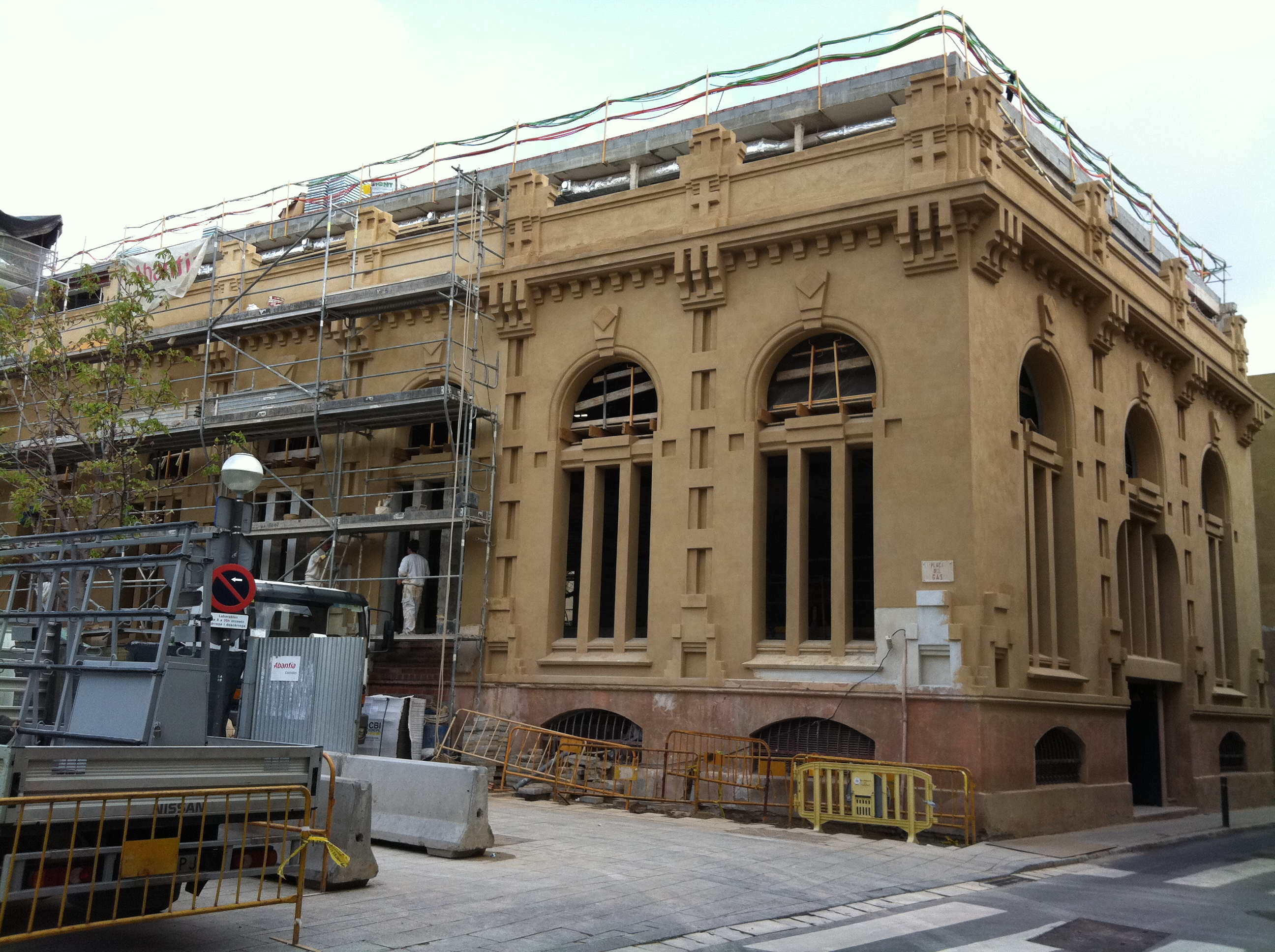
Obres de reforma (abril 2011)

### Museu del Gas
La Fundació Gas Natural tenia una exposició permanent sobre la història del gas i de la seva empresa a la seu de l'avinguda del Portal de l'Àngel de Barcelona, traslladada el 2008 a la Barceloneta. Aleshores va sorgir la idea de fer un nou museu a l'antiga seu de la companyia a Sabadell. El pressupost va ascendir a 8 milions d'euros, i la col·lecció de 2.000 peces es va restaurar a la Nau Sallarès Deu del barri de Gràcia mentre es reformava l'edifici. Les obres es van iniciar el 2009 i es va optar per rehabilitar l'antiga nau i realitzar-ne una ampliació respectuosa amb l'edifici original, segons el projecte de l'arquitecte Dani Freixes, que va enderrocar un afegit que ocupava l'espai del cos d'oficines, on va situar una sala d'exposicions temporals.
El Museu del Gas va obrir les portes el 13 de desembre de 2011, convertint-se en el primer de l'estat espanyol, tot i que no es va inaugurar fins a l'11 de gener de 2012, amb la presència d'Artur Mas, president de la Generalitat de Catalunya. Disposava de sala d'actes, tallers, aules de formació, i al soterrani hi havia l'arxiu històric, creat el 1987 i que contenia la informació de totes les empreses adquirides per Gas Natural, amb documents des de mitjans del segle xix.
Finalment, va tancar el 23 d'octubre del 2018.

## Descripció
Edifici industrial de planta rectangular situat al nucli de la vila corresponent al segle xviii. De l'edificació original només resta la façana, ja que s'hi han realitzat diverses modificacions, sobretot a l'interior i sobre la teulada, tot afegint una planta nova. La façana lateral també ha estat modificada, convertint les dues finestres centrals en dues portes.
En el parament dels murs s'ha optat per la utilització d'una ornamentació a partir de mòduls que es van repetint; aquests inclouen les finestres, molt estilitzades, i el coronament és fet amb una cornisa i uns merlets amb decoració geomètrica que se situen sobre la divisió dels mòduls.
L'edifici és sostenible energèticament i compta amb plaques fotovoltaiques al terrat, on també incorpora un paviment sota el qual passa l'aigua, per facilitar l'aïllament tèrmic. També té un sistema que permet reaprofitar l'aigua de pluja. La nova façana es va realitzar amb vidre reciclat.